# 竹中正久
竹中 正久（たけなか まさひさ、1933年〈昭和8年〉11月30日 - 1985年〈昭和60年〉1月27日）は、日本のヤクザ。四代目山口組組長。

## 生涯
兵庫県飾磨郡御国野村（現・姫路市）に生まれる。祖父が助役、実父が村議会議員を務めた御国野村大字深志野の農家に生まれるが、12歳の時に実父・龍次が死亡し、難関の旧制姫路市立鷺城中学校（現・姫路市立姫路高等学校）を中退。暴力事件、傷害事件を繰り返し、幾度も逮捕されながらも、ヤクザですら一目置く存在となり、1960年（昭和35年）8月に地元の不良を糾合し竹中組を結成した。その頃、弟・英男に大島組からの盃の話が持ち込まれ、竹中は兄弟分の宇野正三（山口組宇野組組長・宇野加次の息子）に相談した。宇野が英男に真意を確かめてみると、英男は「兄の竹中正久を一人前にさせたい」と自らの大島組入りを拒否。これを受けて、宇野から父親を通じて竹中を山口組入りさせるよう、三代目山口組若頭・地道行雄に推薦した。しかし、竹中の山口組入りには、同じ姫路を根城としていた湊組・湊芳治組長と渋谷組・渋谷文男組長が反対した。そこで地道は博打で英男と顔見知りだった今治市の矢嶋組・矢嶋長次組長を竹中の許に送り、竹中の反応を確かめることにした。

### 山口組
山口組からの接触に対し、当初は山口組入りに拘ってはいなかった竹中であったが、結局地道の眼に適い親分・田岡一雄に竹中を推挙。翌1961年12月13日に田岡から盃を受け直参となった。細田組・細田利光組長、小野組・小野新次組長、中村組・中村憲逸組長、前本組・前本重作組長らの山口組直参や、湊芳治らの田岡一雄の舎弟が見届け人となった。その後、竹中正久は神戸市三宮の「神戸観光ホテル」で行われた山口組「御事始（事始）」に出席した。
数百人の部隊と共に敵地・福岡に乗り込んで検挙された1962年の「博多事件」などで、山口組内でも有数の武闘派として、山健組組長・山本健一から絶大な信頼を受け、1971年、山本の若頭就任に伴い若頭補佐に抜擢された。 1978年2月、地元組織との抗争などで懲役2年の実刑判決が確定し、1979年9月まで神戸刑務所に服役した。 出所の際には、組関係者ら約1000人が出迎えに駆け付けた。

### 山一抗争
1981年7月の組長・田岡、翌年2月の若頭・山本の相次ぐ死で、風雲急を告げる格好となったトップとナンバー2を巡る争いは同年6月、過去に若頭・梶原清晴の事故死（1971年7月）による後任若頭争いで、一時は後任若頭に決まりながら山本健一の強い抵抗にあい、やむなく若頭就任を辞退させられた若頭補佐・山本広が組長代行に就任。 一方でナンバー2の若頭には「山本健一の遺志」として竹中が就任し、にわかに「山健派対山広派」の様相を呈すことになる中、1980年3月上旬と中旬に竹中組で開かれた賭博でのテラ銭1億5000万円などを兵庫県警が竹中の所得と認定し、これを大阪国税局に課税通報したことにより、竹中は若頭就任間もない1981年8月、賭博開帳による収益が無申告だったため所得税法違反容疑で逮捕され、翌1983年6月まで勾留された。
組内では過去に悲運を味わった山本広に同情する者が多かったが、三代目の妻であった田岡文子（フミ子）の強い意向で、1984年6月5日、遂に山口組四代目を受諾。同年7月10日に継承式が執り行われた。それに反発した山広派は山口組を脱退、一和会を結成し山一抗争へと発展した。勢力数こそ当初は一和会が山口組を上回っていたものの、武闘派・竹中四代目の怒濤の攻撃（切り崩し）を前にして一和会は徐々に弱体化、焦った一和会側は密かに竹中暗殺を計画し、同年9月には暗殺部隊を結成。翌1985年1月に竹中に懲役6ヶ月の有罪判決が確定。同月26日、収監前の竹中は神戸の山口組新本部の上棟式の後、大阪府吹田市江坂町の愛人が住むマンションで、待ち伏せていた一和会二代目山広組系組員に銃撃され、意識不明のまま翌27日に死亡した。竹中に同行していた若頭・中山勝正（豪友会会長）も射殺され、山口組は短期間の間に、再びトップとナンバー2を失う事態となった。
ヒットマンの4人は全員、無期懲役となり獄中にいる。
ヒットマンの指示役であった一和会二代目山広組若頭は、事件後、たった一人行方が分からなかったが、2010年に時効を迎えた。
2024年9月、元・一和会二代目山広組若頭は長崎県警により松浦市議会に対する名誉棄損容疑で逮捕された。

## 信条・人となり
「荒らぶる獅子」の異名を持ち、敵対組織ばかりか身内でも筋が通らぬと思えば強硬に出た。細田利明が自らの組員を吉川勇次の手下に殺され、その遺恨から兄弟分の仁義を拒む事態にまで発展した際には、竹中は細田に与して当時の若頭・梶原清晴の自邸にまで押しかけている。
また、兄・良男が特高警察による拷問が原因で死亡した経験や、戦後の食糧難の際にスイカ泥棒で逮捕された際に警察官から殴る蹴るの暴力を振るわれたこと、父親が死亡していた竹中だけが少年院に送致された経験からか、官憲や公権力への敵意をむき出しにしていた。博多事件では、乗り込んだ警察官に対し逮捕状の呈示を要求（逮捕状を請求するには容疑者の氏名や住所が必要となり、竹中自身が名乗らない以上は逮捕状の請求はできなかった）、福岡県警本部刑事課長との押し問答の果て日付が変わった深夜に県警が逮捕を強行せざるを得なかった。四代目継承時の組旗入魂式の際には、兵庫県警の機動隊員が竹中を含む列席者のボディーチェックを行おうとしたところ、「お前らなんやねん、汚いことしくさって、ただじゃおかんぞ！」と隊員に向かって怒声を浴びせた。この場面はマスコミでも放映され、竹中に強面の武闘派という印象を人々に植え付けた。
山一抗争の嚆矢となる一和会分裂の直後に山本広が記者会見を開いた際には、
「世間さまから見れば、かげ花の極道が、どのつらさげての記者会見や。極道がスター気取りで世間さまに笑われる。あれらが昨日まで同じ釜のメシを食った仲間と思うと、情けないがな。極道は極道の分をわきまえとれというんや」と、不快感をあらわにした。 
出身小学校の同窓会には時折、顔を見せていたが、その際には護衛をつけなかった。関係者や同級生が心配しても、当人は「ええんや」と意に介さなかったという。また普段から「人間、死ぬ時は何したって死ぬ。モチ食うたかて運が悪きゃ死ぬやろ」と護衛をつけることを嫌い、結果的に刺客を防げず、凶弾に倒れることとなった。
金はうなるほど持っていたが、四代目に就任するまで豪邸を建てるなどのことはしなかった。元側近の小林昭によると非常にストイックな性格で贅沢には全く興味を示さず、飲み歩きやゴルフなども好まず、用のない限り極力事務所を離れなかった。また普段の事務所では毎朝配達される全国紙と地元紙を時間をかけて隅々まで目を通し、六法全書や政治、経済、歴史などの書物を読んで勉強したり、将棋をよく指したりして過ごし、普段の食事も子分と全く同じものを食べていた。ただし、ホステスや芸能人に接した際にはチップをはずんだという。また地方に出た際、系列組織が一夜の妻を提供しても手を付けなかった。このことは警察当局も認めていた。
長年、中山きよみという女性と同棲していたが、生涯独身を通した。山口組の顧問弁護士を務めた山之内幸夫によれば「子供がいると、この世にしがらみを残す。極道に女房、子供は不要」との考えを持っていたという。
ヤクザの組長ながら、刺青は入れていなかった。これは実弟の竹中武も同じであった。